# 東二番丁通り

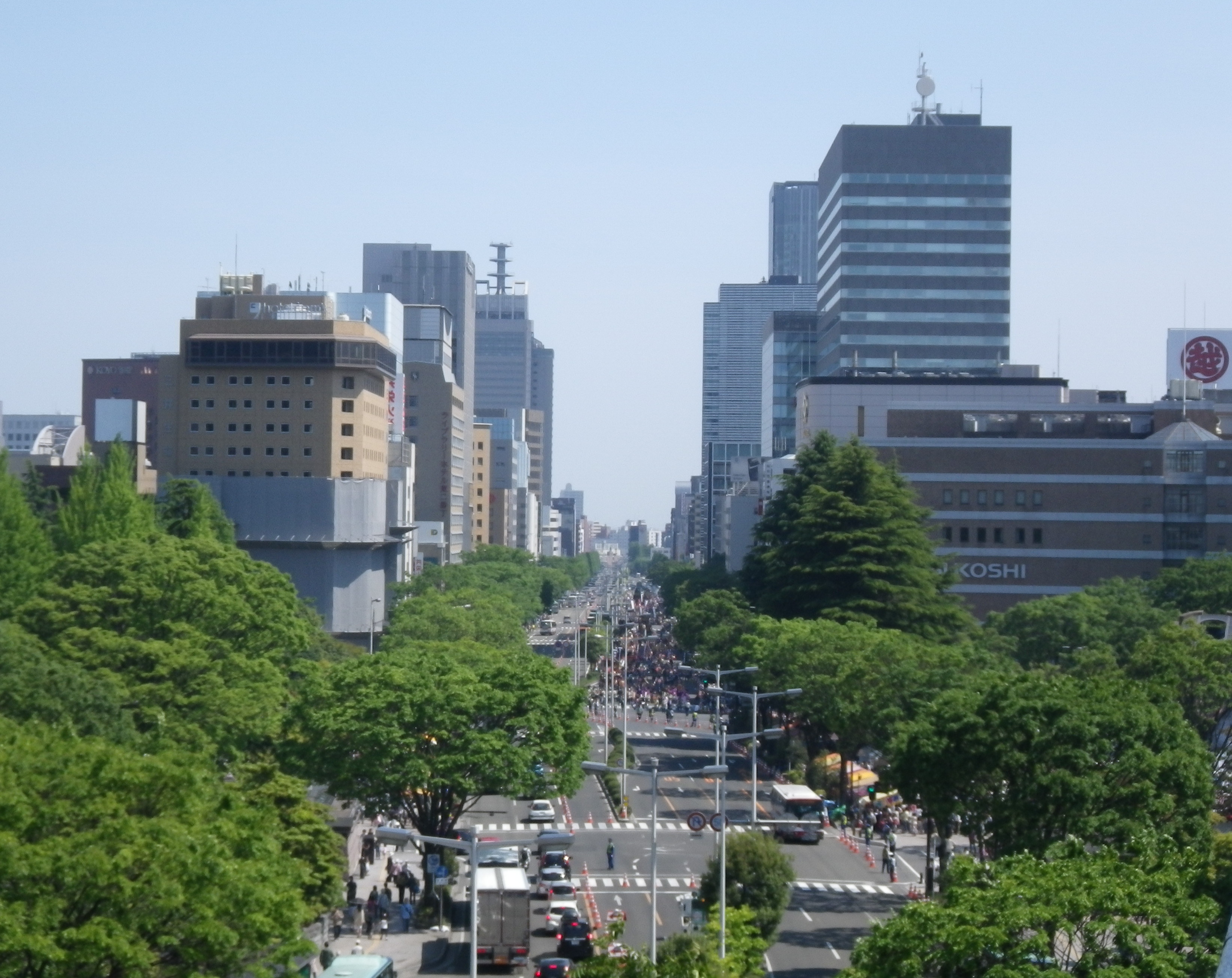
勾当台公園付近から見た東二番丁通（2012年5月）。仙台・青葉まつりのパレード中。

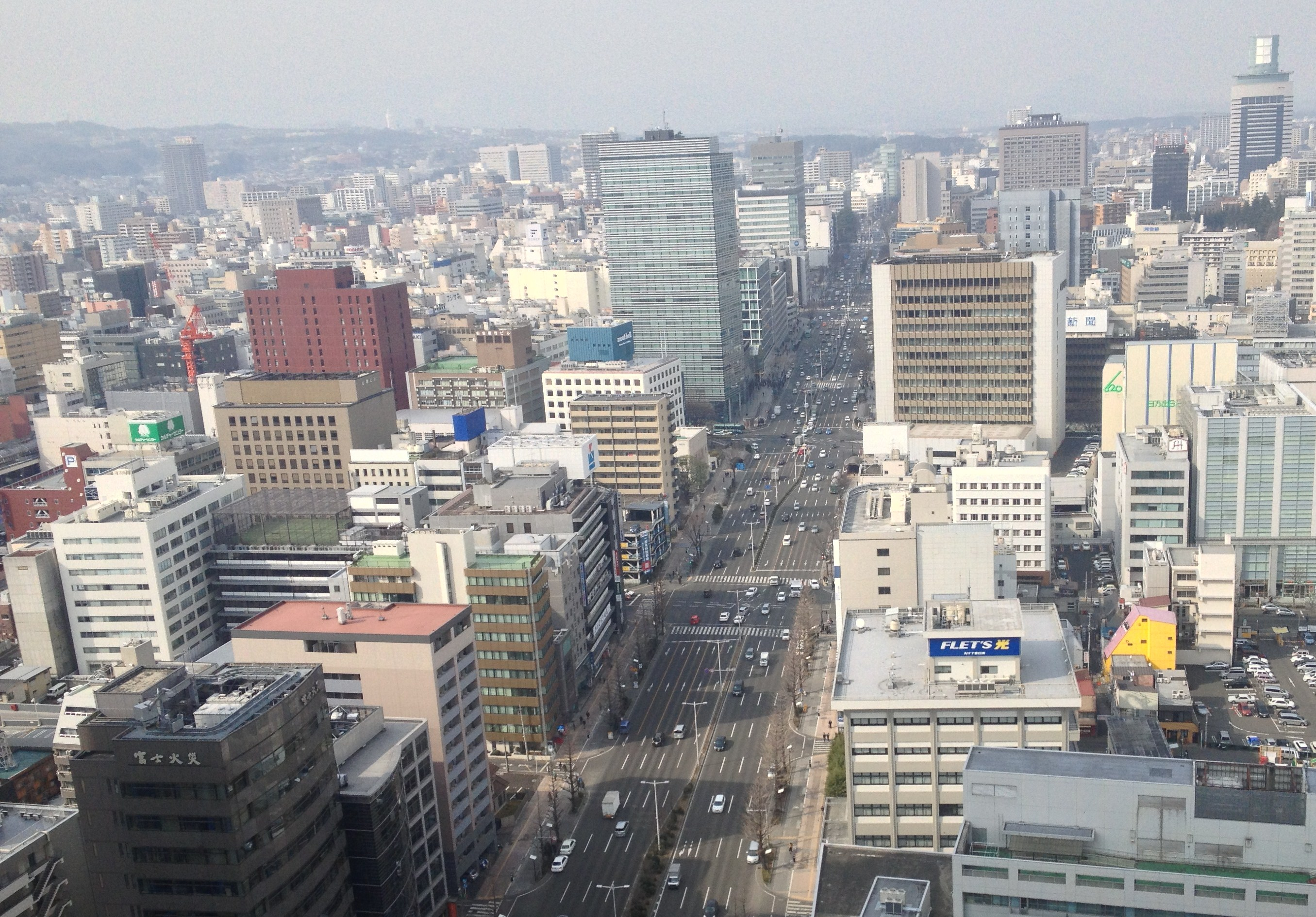
SS30から見た東二番丁通（2013年3月）

クランクが解消されて直結した勾当台通と東二番丁の模式図

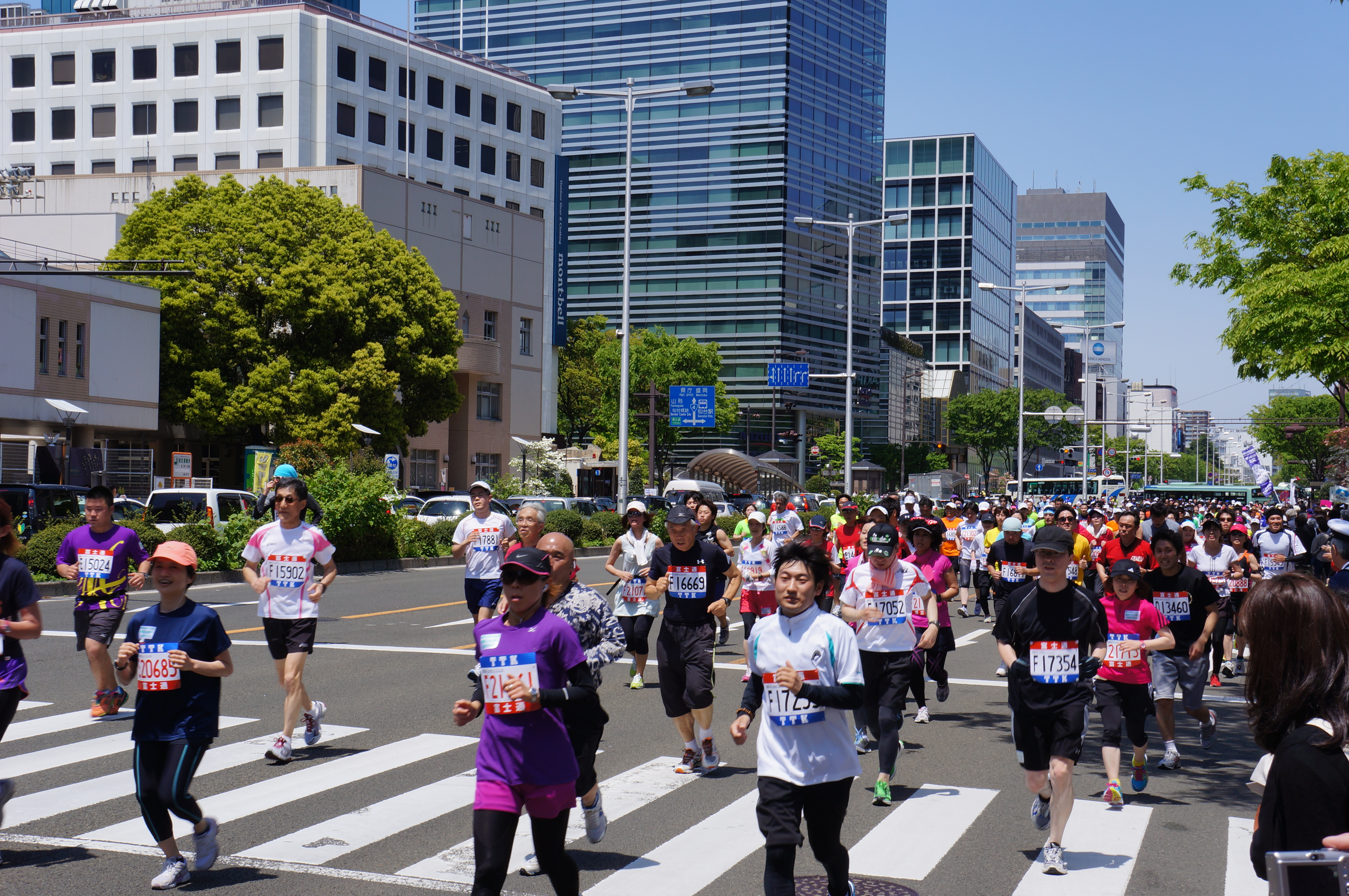
当道を車線規制して実施された仙台国際ハーフマラソン（2012年5月）

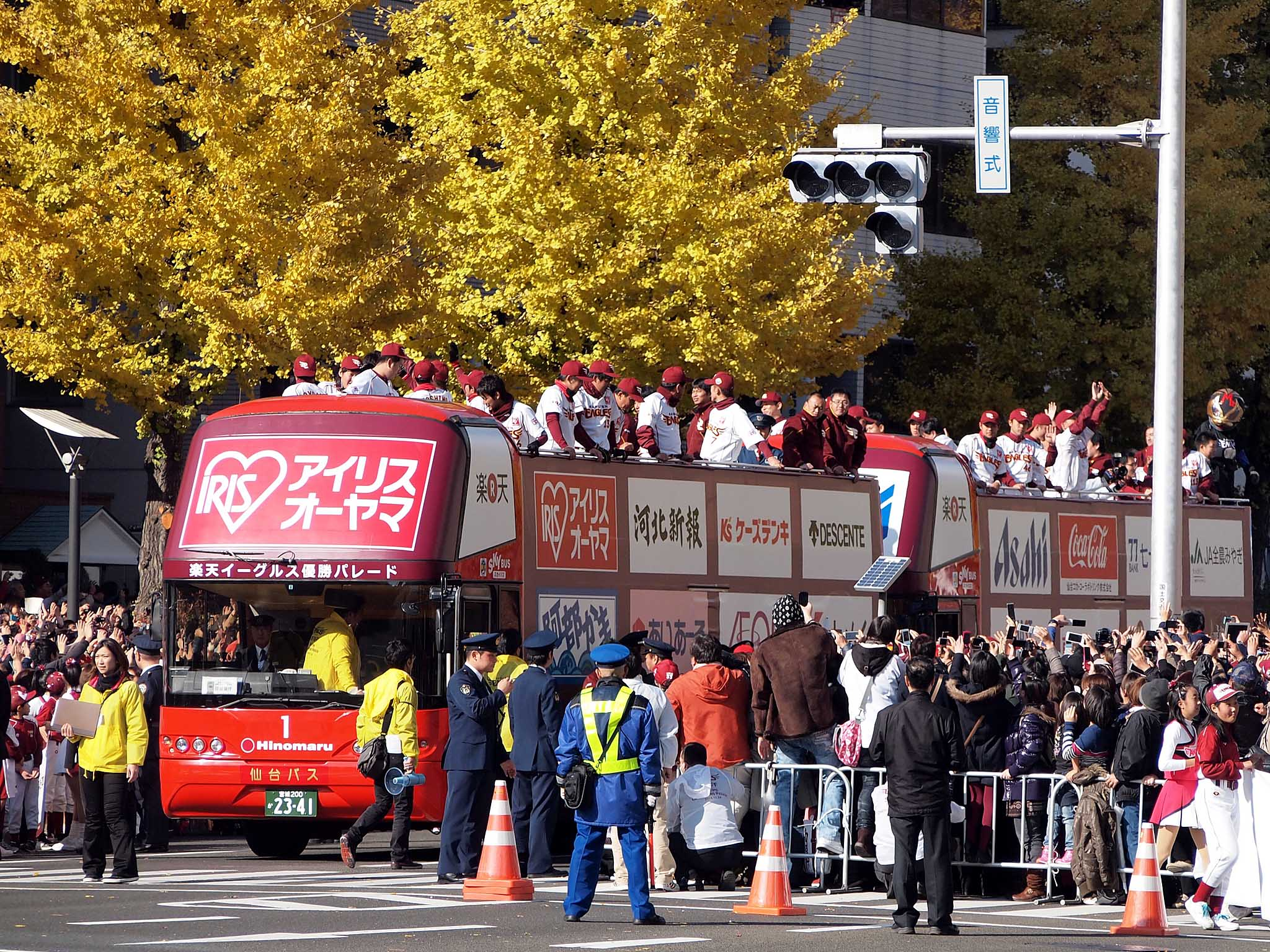
当道を車線規制して実施された東北楽天優勝パレード（2013年11月）

東二番丁通り（ひがしにばんちょうどおり）は、宮城県仙台市青葉区で仙台市街の中心部を南北に走る道路である。愛宕上杉通との分岐点（旧市立病院前交差点）から北に延び、勾当台公園前で定禅寺通との交点（東二番丁定禅寺通交差点）に到る。この交差点より北は、勾当台通（宮城県道22号仙台泉線）となる。全区間が国道286号に指定されているが、東二番丁定禅寺通交差点と広瀬通交差点の間は国道48号と重複する。路線の名称は仙台市の歴史的町名等活用推進事業により制定された。東二番丁は江戸時代に多くの中級武士が住んだ町である。

## 歴史
1601年1月12日（慶長5年12月24日）から元和年間までにおける仙台藩祖・伊達政宗による仙台城の城下町の建設時に新設された道である。北端が定禅寺通、南端が五橋通で共に丁字路で終わる道であり（Google マップ）、片側の路肩に四ツ谷用水の支流が流れていた。
このときは、現在宮城県庁舎や錦町公園などがある仙台上町段丘と、それより低い仙台中町段丘との間にある、南西方向に凸の弧状を呈する段丘崖沿いが城下町の概ねの北東端にあたり、上町段丘面には寺社地が設置された。中町段丘面には、段丘崖下の南側に接線状に元寺小路が造られ、門前町の町人町が設置された。同西側にも接線状に東三番丁が造られ、東三番丁と同じ南北軸に対する傾きで東二番丁から東五番丁までが平行に建設されて、侍町が設置された。東一番丁より西側の各南北道が奥州街道と平行にほぼ南北に通じさせた一方、東二番丁から東五番丁までが段丘崖に沿って北西から南東に南北軸に対して傾きを持って通したことにより、城下町北部の現勾当台地区と南東部の六道の辻・五橋周辺に道が集約し、完全な碁盤目型ではない形となった。
第二次世界大戦後の占領期には、仙台に進駐した連合国軍（主に米軍）が Fargo Avenue と呼んでいたが、市民一般には浸透しなかった。
戦後復興期には仙台市復興局により戦災復興事業が行われ、東二番丁は幅員8メートルから50メートルに拡幅された。このとき、両側に歩道は9メートルずつ設け、また、側方分離帯も3メートルずつ両側に設けられた。車道は中央の15メートル幅に片側2車線ずつと、側方分離帯と歩道との間に5.5メートル幅の停車帯および低速車線を両側に設置した。このような広幅員の道路が設置されたのは、将来の交通量を考慮したこともあるが、当時はまだ木造住宅が多かった市街地での防火帯と災害時の避難場所確保、さらに、戦災で失われた緑を復活させて杜の都を復興する目的があり、側方分離帯と歩道には並木が設けられた。
1970年代半ばには、1976年（昭和51年）3月31日の仙台市電の廃止と前後して愛宕大橋や広瀬河畔通、秋保通などが開通するが、東二番丁では五橋通から南方への延伸が行われ、現在の五ツ橋交差点から仙台市立病院前交差点までの区間が開通した。同時に側方分離帯を廃止して中央分離帯を設け、片側4車線の道路へと改修された。
東二番丁北端の県庁市役所前交差点では定禅寺通と丁字路を形成し、勾当台通とはクランクとなっていた
が、仙台市営地下鉄南北線の建設にあわせ、勾当台公園を分割して1986年（昭和61年）に勾当台通と直線的に繋がった。そのため、勾当台通が仙台市役所付近でカーブして東二番丁通に接続していのるが確認できる。このとき、同交差点南西角に141ビル（ファッションドーム141）が再開発ビルとして建設された。
仙台市が推進する歴史的町名活用事業においては、城下町時代の東二番丁に加えて、その南側に延伸された新道の総称とされた（Google マップ）。

### 交差する道路
| 交差する道路                                                                | 交差する道路                                                          | 交差点     | 路線番号           | 道路愛称     |
| 西方向                                                                      | 東方向                                                                | 交差点     | 路線番号           | 道路愛称     |
| --------------------------------------------------------------------------- | --------------------------------------------------------------------- | ---------- | ------------------ | ------------ |
| 県道22号仙台泉線＜勾当台通＞                                                |                                                                       |            |                    |              |
| 市道青葉1171号定禅寺通線 ＜定禅寺通＞                                       | 国道45号 ＜定禅寺通＞                                                 |            | 国道48号 国道286号 | 東二番丁通り |
| 市道青葉1215号一番町国分町線                                                | 市道青葉1217号本町二丁目5号線                                         |            | 国道48号 国道286号 | 東二番丁通り |
| 市道青葉1302号区画街路南57号線                                              |                                                                       |            | 国道48号 国道286号 | 東二番丁通り |
| 市道青葉1303号区画街路南58号線                                              |                                                                       |            | 国道48号 国道286号 | 東二番丁通り |
|                                                                             | 市道青葉1219号錦町公園西線                                            |            | 国道48号 国道286号 | 東二番丁通り |
| 市道青葉1214号森徳横丁線 ＜森徳横丁＞                                       | 市道青葉1222号元寺小路1号線 ＜元寺小路＞                              |            | 国道48号 国道286号 | 東二番丁通り |
|                                                                             | 市道青葉1221号赤井横丁線＜赤井横丁＞                                  |            | 国道48号 国道286号 | 東二番丁通り |
| 国道48号 市道青葉1170号広瀬通2号線 ＜広瀬通＞                               | 市道青葉1169号広瀬通1号線 ＜広瀬通＞                                  | 広瀬通り   | 国道48号 国道286号 | 東二番丁通り |
|                                                                             | 市道青葉1282号区画街路南34号線                                        |            | 国道286号          | 東二番丁通り |
| 市道青葉1229号一番町大町線                                                  | 市道青葉1228号中央二丁目1号線                                         |            | 国道286号          | 東二番丁通り |
| 市道青葉1168号青葉山線 ＜中央通り＞ ＜マーブルロードおおまち＞ ＜大町通り＞ | 市道青葉1510号中央通線 ＜中央通り＞ ＜クリスロード＞ ＜新伝馬町通り＞ | 中央通り   | 国道286号          | 東二番丁通り |
| 市道青葉1166号青葉通線＜青葉通＞                                            |                                                                       |            | 国道286号          | 東二番丁通り |
|                                                                             | 市道青葉1288号区画街路南40号線                                        |            | 国道286号          | 東二番丁通り |
| 市道青葉1287号区画街路南39号線                                              |                                                                       |            | 国道286号          | 東二番丁通り |
| 市道青葉1165号南町通1号線＜南町通＞                                         |                                                                       |            | 国道286号          | 東二番丁通り |
|                                                                             | 仙台銀座                                                              |            | 国道286号          | 東二番丁通り |
|                                                                             | 市道青葉1247号中央三丁目1号線                                         |            | 国道286号          | 東二番丁通り |
| 市道青葉1237号一番町一丁目2号線                                             |                                                                       |            | 国道286号          | 東二番丁通り |
| 市道青葉1240号一番町一丁目5号線                                             | 市道青葉1249号中央三丁目3号線                                         |            | 国道286号          | 東二番丁通り |
| 市道青葉1246号柳町通2号線 ＜柳町通＞                                        | 市道青葉1245号柳町通1号線 ＜柳町通＞                                  |            | 国道286号          | 東二番丁通り |
| 市道青葉1164号北目町通線＜北目町通＞                                        | 市道青葉1164号北目町通線＜北目町通＞                                  | 北目町通り | 国道286号          | 東二番丁通り |
|                                                                             | 市道青葉1293号区画街路南47号線 ＜河北南小路＞                         |            | 国道286号          | 東二番丁通り |
| 市道青葉1252号北目町1号線                                                   | 市道青葉1250号五橋一丁目1号線                                         |            | 国道286号          | 東二番丁通り |
| 市道青葉1253号五橋二丁目1号線                                               | 市道青葉1251号五橋一丁目2号線                                         |            | 国道286号          | 東二番丁通り |
| 市道青葉1163号片平五橋通線＜五ツ橋通＞                                      | 市道青葉1163号片平五橋通線＜五ツ橋通＞                                | 五ッ橋     | 国道286号          | 東二番丁通り |
| 国道286号 ＜愛宕上杉通＞                                                    | 市道青葉1154号愛宕上杉通2号線 ＜愛宕上杉通＞                          |            | 国道286号          | 東二番丁通り |
| 国道286号＜愛宕上杉通＞                                                     |                                                                       |            |                    |              |

## 沿道の施設
| - 仙台市立五橋中学校 - 仙台中央警察署 - 河北新報社本社 - 東北労働金庫本店営業部 - 仙台中央郵便局 - イムス明理会仙台総合病院 - 日本郵政グループ仙台ビル - 仙台トラストシティ - SS30 - 仙台国際ホテル - 仙台市立東二番丁小学校 - 七十七銀行本店 | - 仙台ファーストタワー - 読売仙台ビル - 電力ビル - ホテルコムズ仙台アネックス - 仙台第一生命タワービルディング - 商工会議所 - 東二番町スクエア - 仙台本町三井ビルディング - 仙台三越本館 - 141ビル（仙台三越定禅寺通館） - 仙台市地下鉄南北線・勾当台公園駅 |

## 車線規制

### 恒例行事
5月の仙台国際ハーフマラソン、10月の全日本大学女子駅伝対校選手権大会（杜の都駅伝）、12月の全日本実業団対抗女子駅伝競走大会（クイーンズ駅伝 in 宮城）において、当道の一部がコースに含まれるため車線規制される。
5月第3日曜日とその前日の計2日間開催される仙台・青葉まつりの本まつり（日曜日）において、12:00～15:30までの間、当道の定禅寺通から南町通付近までの北行きが通行止め、南行きが車線規制されて、山鉾などの巡行が実施される。
8月6日・7日・8日の3日間開催される仙台七夕まつりにおいて、9:00～20:00までの間、当道の定禅寺通から青葉通までの南北両方向の第1車線が観光バス乗降場として、10:00～20:00までの間、当道の青葉通から五橋通付近までの南北両方向の第1車線が観光バス駐車場として使用される。

### パレード
| 主役           | 開催理由             | 開催日                           | ルート        | 観客数   | 開催費用  |
| -------------- | -------------------- | -------------------------------- | ------------- | -------- | --------- |
| 荒川静香       | トリノ五輪・金メダル | 2006年03月27日（月）12:30～13:00 | Google マップ | 07.3万人 | 09百万円  |
| 楽天イーグルス | 日本シリーズ優勝     | 2013年11月24日（日）11:00～11:40 | Google マップ | 21.4万人 | 154百万円 |
| 羽生結弦       | ソチ五輪・金メダル   | 2014年04月26日（土）13:30～14:00 | Google マップ | 09.2万人 | 082百万円 |
| 羽生結弦       | 平昌五輪・金メダル   | 2018年04月22日（日）             |               |          |           |

2006年（平成18年）3月27日（月）、トリノオリンピック女子フィギュアスケートシングルにおいて金メダルを獲得した荒川静香の凱旋パレードが、約900万円の予算をかけて、当道の北行きを通行止め、南行きを車線規制して実施された。12:30に仙台市立東二番丁小学校前を出発して、13:00に勾当台公園市民広場に到着する約1kmを北に向かってオープンカーで進み、沿道には約7万3000人の観衆が集まった。
2013年（平成25年）11月24日（日）、パシフィック・リーグ優勝、クライマックスシリーズ優勝、日本シリーズ優勝により日本一となった東北楽天ゴールデンイーグルスの優勝パレードが、約1億5400万円の予算をかけて、9:30から12:00までの間、当道の定禅寺通から五橋通まで上下線を全線通行止めにして実施された。上下8車線のうち、3車線をパレードコース、5車線および両側歩道を観覧スペースに振り分け、広瀬通より北側では南行き車線、広瀬通より南側では北行き車線をパレードコースとした。パレードの隊列の構成は、仙台すずめ踊り、仙台市消防局音楽隊とカラーガード隊の計50人のマーチングバンド、東北ゴールデンエンジェルス、伊達武将隊、球団社長・監督・宮城県知事・仙台市長などが乗車したオープンカー5台、選手・スタッフ総勢約100人が分乗したオープントップバス5台、むすび丸（宮城県）、わんこきょうだいのそばっち（岩手県）、いくべぇ（青森県）等ゆるキャラなどであり、仙台フィルハーモニー管弦楽団のファンファーレと共に10:55にテープカットし、仙台商工会議所前を11:02に出発して南向かい、約1.5kmをパレードして五ツ橋交差点に11:39に到着して終了した。また、NHK仙台放送局はヘリコプターから、地元民放4社（TBC・KHB・MMT・OX）は地上からの撮影カメラや編集スタッフを合同で手配し、各局で生中継や録画放送が実施され、ニコニコ動画でも生中継された。沿道には約21万4000人の観衆が集まった。混乱回避のため、仙台中央警察署が約450人の警察官を出動させ、実行委員会では警備員を約1000人雇い、さらにボランティア約1400人も参加して警備・案内・誘導が行われ、NTTドコモ、au、ソフトバンクの携帯電話大手3社が会場周辺の電波増強を実施し、JR東日本および仙台市地下鉄が増便・増車等の対応を行った。